# Chitoria
Chitoria es un género de lepidópteros perteneciente a la familia Nymphalidae. Es originario del este de Asia.

## Especies
- Chitoria chrysolora
- Chitoria cooperi
- Chitoria fasciola
- Chitoria sordida
- Chitoria subcaerulea
- Chitoria ulupi
- Chitoria vietnamica